# 福建省议会
福建省议会是中华民国福建省历史上的一个立法机关。
1912年12月，举行福建省议会议员初选；1913年1月，举行复选；在11个复选区共选出议员96人。1913年3月成立，福建省议会成立，取代福建临时省议会；林翰为议长，郑元桢、郑丰稔为副议长。副议长郑元桢当选国会众议员后，副议长一职由雷寿彭接任，名列郑丰稔之后。议员在任期内因故出缺后，先后有51人补缺。
1913年3月，福建省议会第一次常年会选举宋渊源、雷焕猷、刘映奎、陈祖烈、杨家骧、黄树荣、林森、潘祖彝、李兆年、方圣征等10人为代表福建省的第一届国会参议员。
在当时军阀割据的局势下，福建省议会前五年长期不开会，后期也无甚作为，任期届满未能换届，因此广受各方指责。
1925年1月13日，福建省议会召集各界会议，正式公布《福建省宪法》和《福建省宪法施行法》。《福建省宪法》全文共18章207条，总纲规定福建省为中华民国之一自治省，省之自治权属于省民全体。1月30日，段祺瑞主持的执政府电告：“国宪尚未解决，省宪应暂缓，福建省宪碍难认为有效。”福建军务督办周荫人、省长萨镇冰遂联名宣布：“福建省宪法不合法，应加以否认。”
1926年3月，福建省议会解散。